# Дубрава (Новосибирская область)
Дубрава — посёлок в Чулымском районе Новосибирской области. Входит в состав Куликовского сельсовета.

## География
Площадь посёлка — 161 га.

## Население
| 2002 | 2007 | 2010 |
| ---- | ---- | ---- |
| 70   | ↘48  | ↘31  |

## Инфраструктура
До 1997 года в поселке существовала одноимённая железнодорожная станция на ветке "ст. Кокошино - ст. Пихтовка".
В посёлке по данным на 2007 год отсутствует социальная инфраструктура.